# Jean Canzoneri
Jean Canzoneri, né en 1983, est un chef d’entreprise et multi-entrepreneur français du secteur des nouvelles technologies. Cofondateur d’Ogury, le créateur de la technologie de publicité pilotée par le choix de l’utilisateur. Il y dirige 400 personnes réparties dans 18 bureaux à travers le monde dont Paris, Londres et New York.

## Formation et débuts professionnels
Jean Canzoneri est diplômé de Grenoble école de management (GEM) et d’un mastère Entrepreneurs label HEC qu’il obtient en 2008.
En parallèle de ses études, il cofonde sa première entreprise, Find A Way, une agence créative spécialisée en branding et communication online basée à Toulouse, ville dont il est originaire.
En 2009, il fonde Beezik.com qui, malgré des débuts prometteurs, ferme en 2013 du fait d'une rentabilité insuffisante. Au même moment, il s’associe avec Thomas Pasquet pour créer BeeAd, une startup Ad-Tech spécialisée dans la diffusion de vidéos publicitaires sur le web, et invente un modèle  de monétisation des contenus avec les formats « Ad Selector » et « Out Stream ».
Pour accélérer le développement de BeeAd à l’international il réussit une première levée de fonds de 6M$. En 3 ans la startup génère un chiffre d'affaires de 25 M$ et emploie 60 salariés répartis dans plusieurs bureaux européens . En 2012 la fusion de BeeAd avec Ebuzzing, entreprise fondée par Pierre Chappaz, donne naissance au groupe Teads revendu en 2017 à Altice pour 285 M€.

## Création d’Ogury
En 2014, Jean Canzoneri et Thomas Pasquet créent Ogury, entreprise internationale de plus de 400 salariés.
Dès sa première année d’exploitation Ogury est rentable et génère un chiffre d’affaires de 10M$. Jean Canzoneri réussit plusieurs levées de fonds, à hauteur de 90M$, auprès d’investisseurs tels qu’Idinvest  et Ventech. En 2018, Ogury réalise déjà plus de 100 millions de dollars de chiffre d'affaires.

## Divers
Jean Canzoneri est également activiste au sein du mouvement Hip-hop français. Au début des années 2000 il entame sa carrière de beatmaker sous le pseudonyme de Dandy Canzo et produit des titres pour plusieurs artistes toulousains. En 2006 il sort l’opus « JiggaBourg » un album concept utilisant les a-capella de Jay-Z sur des instrumentaux produits à partir de samples de Serge Gainsbourg. 